# Xestia trumani
Xestia trumani là một loài bướm đêm trong họ Noctuidae.